# Њижна Писана
Њижна Писана (слч. Nižná Pisaná) насељено је мјесто са административним статусом сеоске општине (слч. obec) у округу Свидњик, у Прешовском крају, Словачка Република.

## Становништво
| Година:    | 1994. | 2004.    | 2014. | 2024.    |
| ---------- | ----- | -------- | ----- | -------- |
| Број људи: | 88    | 100      | 86    | 75       |
| Разлика:   |       | +13,63 % | -14 % | -12,79 % |

| Година:    | 2023. | 2024.   |
| ---------- | ----- | ------- |
| Број људи: | 78    | 75      |
| Разлика:   |       | -3,84 % |

Према подацима о броју становника из 2024. године насеље је имало 75 становника.